# Senghasiella
Senghasiella là một chi thực vật có hoa trong họ Lan.